# Случајни бројеви
Случајни бројеви, или рандомни бројеви, су низови бројева који се не покоравају никаквом обрасцу. Случајни бројеви се јављају у природним појавама и ситуацијама које је немогуће предвидети. С обзиром да је само појављивање низова случајних бројева потпуно непредвидиво, немогуће је одредити да ли је неки низ случајан или не. Заправо, доказано је да су сви низови бројева подједнако „случајни“ у смислу да сви низови показују неке од карактеристика које се очекују од низова случајних бројева. 

## Генерисање случајних бројева
Уопштено говорећи, постоје три начина за генерисање случајних бројева:
1. таблице - мана таблица је ограничена дужина и гломазност. Ово је најређе коришћен метод. Некада су се куповале таблице са случајним бројевима.
2. случајни процеси у природи (попут шума у електронској спраави)
3. компјутерски генерисани „псеудо-случајни” бројеви

Случајни бројеви улазе и у процедуру програмирања, а први покушај прављења генератора случајних бројева био је још око 3000. године пре наше ере.

## „Истински“ случајни бројеви
Низови „истински“ случајних бројева добијају се праћењем природних појава чији је исход непредвидив као што су, на пример, бацање новчића, игре картама, бацање коцкица, рулет, одвајање штапића и Ји-ђингу. Овакви низови бројева не прате никакве обрасце и потпуно су насумични. Мада су ови низови једини заиста случајни, методи којима се они добијају су превише спори за потребе статистике и криптографије.
Друге појаве које се посматрају су сви феномени који се покоравају законима квантне механике, радиоактивног распадања, бука.

## Псеудо-случајни бројеви
Да би се убрзао процес генерисања, написани су компјутерски програми за добијање низова случајних бројева. Међутим, како је компјутер детерминистичка машина, сам концепт „случајног“ на њега је неприменљив. Ови софтвери заправо само симулирају низове случајних бројева, обзиром да је низ који се добија потпуно одређен релативно малим бројем задатих почетних вредности и након неког броја елемената почиње периодично да се понавља.
На основу метода који користе, ови софтвери могу се поделити на:
- Линеарни конгруентни генератор - линеарни генератор случајних бројева,

- Фибоначијевог генератор - добили су име због сличности формуле коју користе са формулом која се користи за добијање Фибоначијевог низа

- Генератор линеарно померајућег регистра - бројеви се не добијају аритметичким већ логичким операцијама.

## Остале могућности за остваривање случајности
Много квалитетнији низови се добијају када на рачунару постоји неки модул који даје случајне бројеве прикупљене из истински схоластичких догађаја који се догађају на микронивоу. Нека од могућих решења су дата испод:
- хардверске могућности:

- прва могућност је системски сат и ствари које он може мерити; мада се углавном користи за иницијализацију, може се користити и за дирактно добијање случајних бројева у мањим опсезима
- друга могућност је коришћење аудио улаза на звучној картици; коришћење сирових квантованих вредности с тог улаза у тренутку кад не прима никакав сигнал добија се само шум који је заиста случајна појава
- још једна могућност је, рецимо, мерење времена између кликова мишем или праћење кретања курсора, с тим што је овај метод нешто несигурнији због тенденције да се покрети или интервали кликова понављају

- употреба привремених података:

- на великим рачунарима који раде на разним функцијама или су вишекориснички привремено се складишти, а затим брише велика количина података; из тих података могу се, једноставнијим или сложенијим поступком, издвојити низови случајних бројева задовољавајућег квалитета.

## Примена
Примена генератора случајних бројева може се поделити на две групе:
- криптографија (шифровање). Сигурност поруке директно зависи од квалитета шифровања;енкрипција почива на кључевима које углавном генеришу рачунари

- рачунарска симулација, описивање реалног догађаја уз помоћ бројева

Генератори случајних бројева се користе у кладионицама, казинима, у прављењу лава-лампи и сл. Коначни резултати игара такође почивају на генерисању случајних бројева.
Већина игара на свету направљена је уз помоћ случајних бројева, на примар разне ратне игре, лавиринти и сл.